# Touchdown (альбом U.D.O.)
| Оценки критиков | Оценки критиков |
| Источник        | Оценка          |
| --------------- | --------------- |
| Blabbermouth    | 8/10            |
| BW&BK           | 8/10            |
| Laut.de         | [ 3 ]           |
| Metal Hammer    | 5.5/7           |
| Metal Storm     | 7.8/10          |
| Metal.de        | 8/10            |
| Powermetal.de   | 8.5/10          |
| Rock Hard       | 9/10            |

Touchdown (с англ. — «Тачдаун») — восемнадцатый студийный альбом немецкой хеви-метал-группы U.D.O., выпущенный 25 августа 2023 года на лейбле Atomic Fire Records. Первый студийный альбом, записанный U.D.O. с участием бас-гитариста Accept Петером Балтесом.

## Об альбоме
Альбом был выпущен новым для группы лейблом звукозаписи Atomic Fire Records.
Тексты и вокальные партии для альбома написал Удо Диркшнайдер вместе с сыном, барабанщиком группы Свеном Диркшнайдером. За работу они взялись скоро по выходе предыдущего альбома, поскольку продолжалась пандемия Covid-19 и было много свободного времени. В целом, по словам Удо Диркшнайдера, работа шла нелегко: сначала была затоплена студия в доме Свена Диркшнайдера (и что нашло отражение в песне The Flood), затем, когда материал был готов и записан Штефаном Кауфманном, началась война в Украине. Гитарист группы Андрей Смирнов к тому времени уже 6 лет жил с семьёй в Харькове, и с большими сложностями и задержками сумел переехать в Германию. Наконец, у группы не было постоянного бас-гитариста, так как Тилен Худрап сообщил, что покидает группу. В 2023 году наконец началась работа в студии, ставший членом группы Петер Балтес записал готовые партии бас-гитары, а Андрей Смирнов записал и кое-где аранжировал гитарные партии. По мнению Удо Диркшнайдера, события в Украине, произошедшие с гитаристом группы сделали альбом мрачнее и агрессивней, чем предыдущий.
Название и обложка альбома по словам Удо Диркшнайдера не имеют какого-то скрытого смысла. Диркшнайдеру название альбома пришло в голову когда они с группой сидели в баре в Бразилии и смотрели американский футбол как очень подходящее по звучанию, энергетике: «Это что-то вроде: „Давай, вперёд!“, и это соответствует музыке нового альбома». Оттуда же взялись идеи обложки альбома и постеров в группы в форме футболистов.
Отзывы на альбом были положительными:
«Никто и не ожидал, что легенда немецкого металла радикально изменит звучание. На альбоме представлены песни, являющиеся типичным хэви-метал гимнами, который мы все знаем. Что примечательно, так это то, что новый альбом звучит более свежо и динамично по сравнению с предыдущими релизами» «Я снова в игре с Touchdown, но, признаюсь, я съёжился, когда услышал название и увидел эту ужасную обложку. Хочу ли я, чтобы легендарный металлист пел об американском футболе? Не совсем…Это, безусловно, лучший релиз с участием Удо за последние годы» «Touchdown — это чистый немецкий спид-метал-альбом группы UDO. Группой, которой руководит культовый певец, до сих пор сохраняющий свой голос в 71 год»
Песня Isolation Man навеяна периодом локдауна ввиду коронавирусной инфекции, «идеальная открывашка: блестящий, мелодичный спид-метал, усиленный безошибочным визгом Диркшнайдера», «интересное равновесие между классикой Accept и хард-роковым духом Йорна с пристрастием к запоминающемуся вокалу и гитарным хукам», The Flood «мрачнее и тяжелее, с эпической атмосферой среднего темпа», навеяна потопом в студии Свена Диркшнайдера. The Double Dealer’s Club — «немного более свободный рок-трек в стиле 1980-х с острыми гитарными хуками», «слушая такие песни, как „The Double Dealer’s Club“, даже вспоминаешь ранние дни Accept», «энергичная песня об осторожности с людьми, которые лгут и обманывают». В аранжировке Fight For The Right участвовал Андрей Смирнов, она посвящена событиям в Украине, «безупречный образец фирменного знака UDO; бахвальство, которое (несколько оптимистично) провозглашает, что „добро всегда победит“» В песне обработан Турецкий марш Моцарта. Forever Free, вышедшая синглом по настоянию лейбла, «самая коммерческая песня в альбоме». В песне обсуждается возможное применение ядерного оружия, «настоящий гимн, очень воодушевляющий». Sad Man’s Show — «одна из самых злых песен, которые Диркшнайдер когда-либо писал, наполненная виртуозной гитарной игрой». The Betrayer — «песня со злобным напором», «агрессивная песня с криком в начале, который я не помню, чтобы слышал ранее от Диркшнайдера, мрачный и довольно современный метал-трек», «звучит как совместная работа Threshold с King Diamond». Heroes Of Freedom — песня о высадке в Нормандии 1944 года, по словам Диркшнайдера «На самом деле речь идет о Второй мировой войне, но подсознательно это соответствует нынешней ситуации», «очень запоминающаяся мелодия». Better Start To Run, «мелодичный и типичный гимн UDO», «звучит как гитарные партии, которые на 100 % являются классикой In Flames».
Альбом реализован в формате CD, нескольких вариантах 2LP а также бокс-сет, в состав которого входит двойной виниловый альбом, CD-диск, бонусный DVD Dirkschneider Live Bootleg From Wacken Open Air 2022, постер и иной мерч.

## Список композиций
| №                   | Название                   | Длительность |
| ------------------- | -------------------------- | ------------ |
| 1.                  | «Isolation Man»            | 4:51         |
| 2.                  | «The Flood»                | 4:04         |
| 3.                  | «The Double Dealer's Club» | 3:34         |
| 4.                  | «Fight For The Right»      | 4:46         |
| 5.                  | «Forever Free»             | 4:23         |
| 6.                  | «Punchline»                | 4:06         |
| 7.                  | «Sad Man's Show»           | 3:50         |
| 8.                  | «The Betrayer»             | 4:04         |
| 9.                  | «Heroes Of Freedom»        | 3:44         |
| 10.                 | «Better Start To Run»      | 4:17         |
| 11.                 | «The Battle Understood»    | 4:06         |
| 12.                 | «Living Hell»              | 4:03         |
| 13.                 | «Touchdown»                | 4:05         |
| Общая длительность: | Общая длительность:        | 53:53        |

## Участники записи
U.D.O.
- Удо Диркшнайдер — вокал
- Андрей Смирнов — гитара
- Ди Даммерс — гитара
- Петер Балтес — бас-гитара
- Свен Диркшнайдер — ударные

Производственный персонал
- Мартин Пфейфер — продюсирование, сведение
- Штефан Кауфманн — мастеринг, звукоинженер